# باکس مارش
باکِس مارش (به انگلیسی: Bacchus Marsh) یک حومه شهری در مرکز ویکتوریا (استرالیا) می‌باشد. این حومه شهری واقع در ۵۰ کیلومتری غربی شهر ملبورن (پایتخت ویکتوریا) است.